# Plymouth (Massachusetts)
Plymouth ist eine Stadt im US-Bundesstaat Massachusetts. Das U.S. Census Bureau hat bei der Volkszählung 2020 eine Einwohnerzahl von 61.217 ermittelt.

## Geschichte
Gegründet wurde Plymouth von den Pilgervätern, die 1620 der Überlieferung nach am Plymouth Rock landeten (siehe Mayflower-Vertrag). Die Siedler ließen sich in den Überresten des Wampanoag-Dorfes Patuxet nieder, welches in den Jahren zuvor vermutlich durch eine Pockenepidemie ausgelöscht wurde. Der Glaube, dass die Gemeinde nach ihrem Ursprungsort Plymouth an der Küste Devonshires in England benannt wurde, ist weit verbreitet, jedoch erscheint der Name "Plimouth" bereits auf der 1616 von John Smith veröffentlichten Karte seiner Erkundungsfahrten in Neu England, auf der er dem dort liegenden Indianerdorf diesen Namen gab. Plymouth wurde 1633 als Sitz der Plymouth Colony anerkannt und 1691 Teil der Massachusetts Bay Colony.
Die heutige wirtschaftliche Bedeutung liegt neben der Metall- und Fischverarbeitung in der Textilindustrie sowie im Schiffbau. Plymouth hat etwa 57.000 Einwohner. Zu den Sehenswürdigkeiten zählen eine Nachbildung der Mayflower sowie der Plymouth Rock, der Fels auf dem die Pilgerväter der Legende nach zuerst gelandet waren. Beide „Zeitzeugen“ der Kolonialisierung können im Hafen der Stadt besichtigt werden. Zudem gibt es südlich des Zentrums mit der Plimoth Plantation ein lebendiges Freilichtmuseum.
Am Plymouth Rock soll der Überlieferung nach William Bradford mit der Mayflower gelandet sein. Die damit verbundene Gründung der Kolonie Plymouth gilt gemeinsam mit der Gründung von Virginia als Ursprung der Vereinigten Staaten.
In Plymouth befindet sich das National Monument to the Forefathers (früher als Pilgrim Monument bezeichnet), das zwischen 1907 und 1910 gebaut wurde. Es handelt sich um die dritthöchste Statue der USA.
Am Ort befindet sich das Kernkraftwerk Pilgrim.

## Panorama

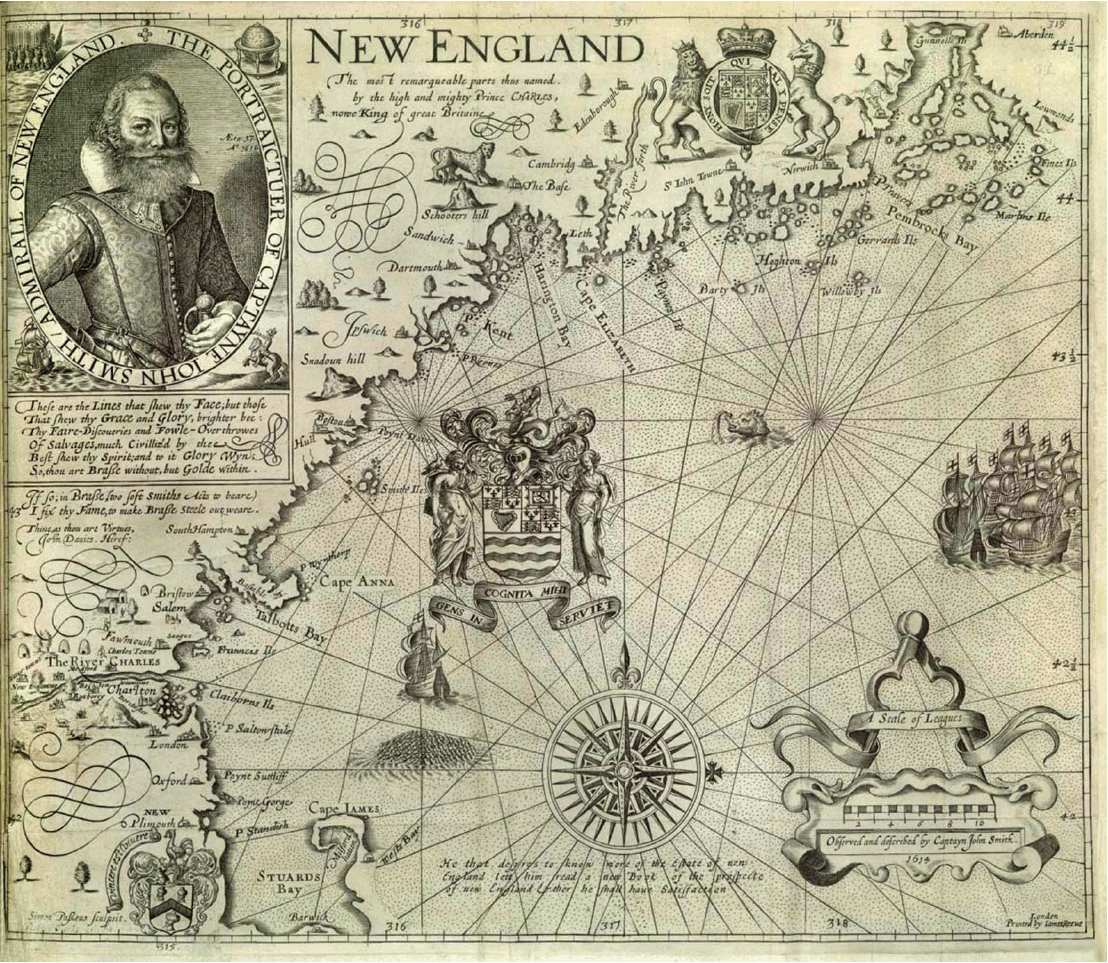
John Smith's Karte von Neu England aus dem Jahr 1616 mit "Plimouth" in der linken unteren Ecke.

## Städtepartnerschaften
- Plymouth, Vereinigtes Königreich
- Shichigahama, Japan

## Söhne und Töchter der Stadt
- Josiah Winslow (* um 1628; † 1680), englischer Puritaner; Gouverneur der Plymouth Colony
- Aaron Matson (1770–1855), Politiker
- Thomas Davee (1797–1841), Politiker
- Charles Thomas Jackson (1805–1880), Mediziner, Chemiker, Geologe und Mineraloge
- William Lewis Douglas (1845–1924), Politiker
- Frederic Lucas (1852–1929), Biologe und Museumsdirektor
- Clara Eaton Cummings (1855–1906), Botanikerin und Hochschullehrerin
- Charles Wiggins Cobb (1875–1949), Wirtschaftswissenschaftler und Mathematiker
- Mark McCormack (1930–2003), Sportmanager
- Dick Waterman (1935–2024), Journalist, Promoter und Fotograf
- David Chokachi (* 1968), Schauspieler
- Mark McCormack (* 1970), Radrennfahrer und Radsporttrainer
- Hoon Lee (* 1973), Schauspieler
- Dave Farrell (* 1977), Bassist der Band Linkin Park
- Kristen Roupenian (* 1982), Schriftstellerin
- Neil Cicierega (* 1986), Komiker, Filmproduzent und Musiker